# Axel Jacobsson (skådespelare)
Axel Jacobsson var en svensk skådespelare verksam under 1920-talet.

## Filmografi
- 1924 – Gösta Berlings saga
- 1925 – Karl XII del II
- 1925 – Hennes lilla majestät